# Erik Hamrén

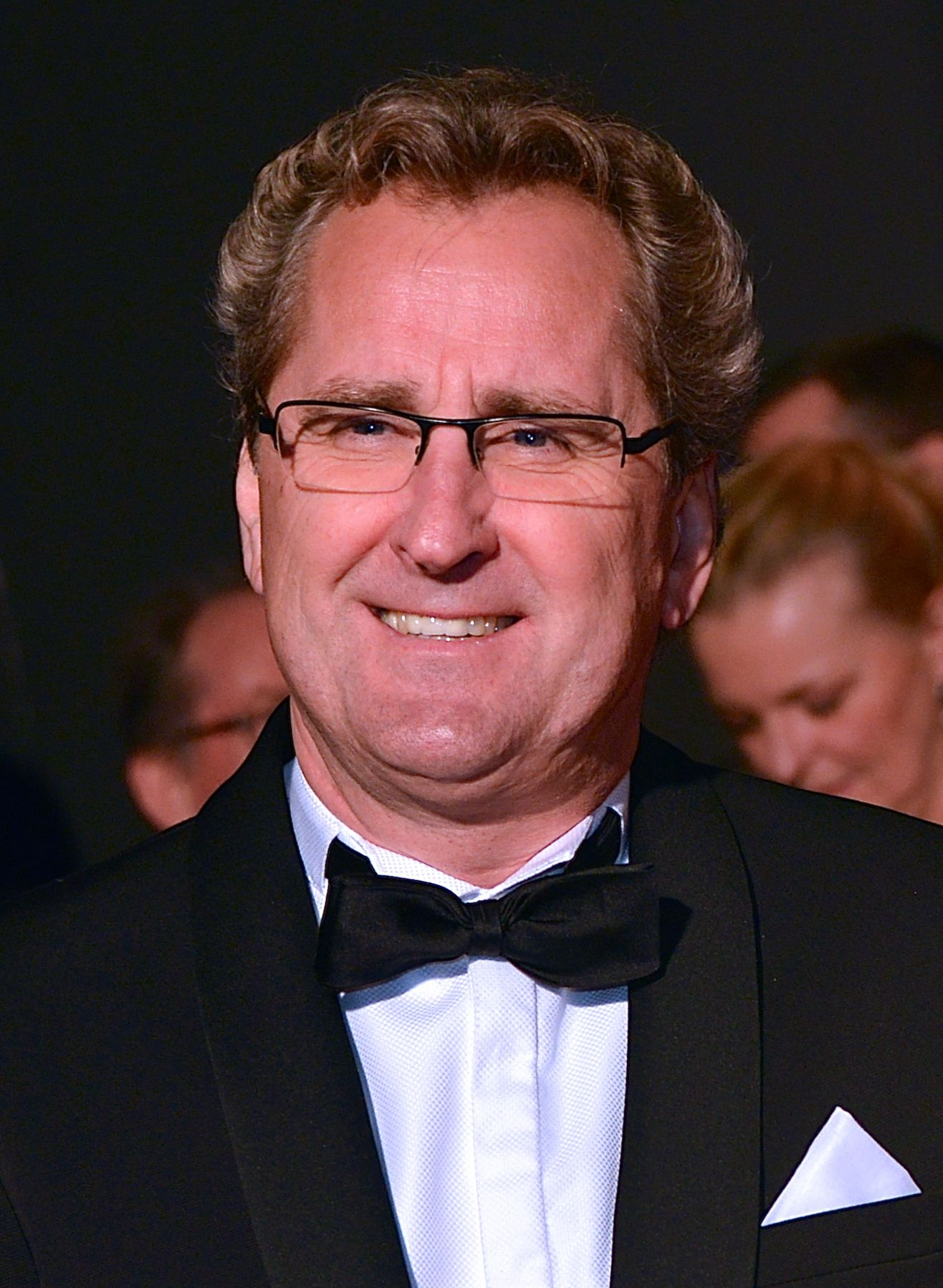
Erik Hamrén (2013)

Erik Hamrén (* 27. Juni 1957 in Ljusdal) ist ein schwedischer Fußballtrainer. Nachdem er mit AIK und Örgryte IS den schwedischen Pokal, mit Aalborg BK den dänischen und Rosenborg BK den norwegischen Meistertitel gewonnen hatte, verpflichtete ihn der schwedische Fußballverband 2009 als Nationaltrainer. Dies war er bis 2016. Zuletzt war er Trainer der isländischen Fußballnationalmannschaft.

## Werdegang
Hamrén spielte in seiner Jugend selbst Fußball; er beendete seine aktive Karriere im Alter von 23 Jahren.
Unter seiner Leitung als Trainer holte die A-Jugend-Mannschaft von IFK Sundsvall 1983 den schwedischen Meistertitel. Anschließend wechselte er in den Herrenbereich. Er trainierte den Drittligisten Enköpings SK, ehe er 1989 vom Zweitligisten Väsby IK verpflichtet wurde. Es folgten weitere Engagements bei den Zweitligisten IF Brommapojkarna und Vasalunds IF, ehe er 1994 bei Degerfors IF erstmals mit der Betreuung einer Mannschaft in der Allsvenskan beauftragt wurde.
1995 ging Hamrén  zu AIK und erreichte im Sommer mit dem Klub das Finale des Svenska Cupen, das AIK 1:3 gegen Halmstads BK verlor. Im zweiten jahr bei AIK erreichte er abermals das Endspiel, dieses Mal gewann Aik mit 1:0 gegen Malmö FF den Svenska Cupen. Im Europapokal der Pokalsieger 1996/97 erreichte er mit AIK das Viertelfinale, wo man am FC Barcelona scheiterte. 1997 erreichte er zum dritten Mal in Folge das Pokalfinale und durch einen 2:1-Sieg über IF Elfsborg wurde der Titel verteidigt. Da der Erfolg in der Liga ausblieb, wurde er nach der Spielzeit 1997 bei AIK durch Stuart Baxter ersetzt. Hamrén heuerte anschließend beim Ligarivalen Örgryte IS an. Nachdem im ersten Jahr der Klassenerhalt erst in der Relegation geschafft wurde, führte er den Klub in den folgenden Spielzeiten in die Spitzengruppe. 2000 gewann er zum dritten Mal in seiner Karriere den schwedischen Pokal.
2004 suchte Hamrén eine neue Herausforderung und verließ Schweden. Seine erste ausländische Trainerstation wurde der dänische Klub Aalborg BK. 2008 führte er den Klub zum dritten Meistertitel der Vereinsgeschichte. Noch während der laufenden Saison gab er seinen Wechsel zum norwegischen Spitzenklub Rosenborg Trondheim (RBK) bekannt und begann dort im August 2008 als Trainer. Hamrén erzielte beim angeschlagenen Rekordmeister auf Anhieb Erfolge und führte das Team über den UI-Cup in den UEFA-Pokal. In der Spielzeit 2009 gewann er mit der Mannschaft die Landesmeisterschaft, als Vizemeister Molde FK mit 13 Punkten Vorsprung distanziert wurde.
Am 4. November 2009 stellte der Svenska Fotbollförbundet Hamrén als Nachfolger von Lars Lagerbäck, der seinen Posten nach Verpassen der Weltmeisterschaftsendrunde 2010 aufgegeben hatte, als neuen Trainer der schwedischen Nationalmannschaft vor. Bis zum 31. August 2010 trainierte er sowohl die schwedische Nationalmannschaft als auch den RBK. Unter seiner Leitung belegte die schwedische Auswahl in ihrer Qualifikationsgruppe zur Europameisterschaft 2012 hinter der niederländischen Nationalmannschaft den zweiten Platz. Durch einen 3:2-Erfolg im direkten Duell am letzten Spieltag der Qualifikation setzten sich die Skandinavier an die Spitze der Rangliste der besten Gruppenzweiten und qualifizierten sich damit direkt für die Endrunde in Polen und der Ukraine. Dort traf die Mannschaft auf die ukrainische, englische und französische Auswahlmannschaft. Nachdem die schwedische Nationalmannschaft in den bisherigen Länderspielen des Jahres 2012 nur siegreich gewesen war, verlief der EM-Auftakt enttäuschend. Nach Niederlagen gegen die Ukraine (1:2) und England (2:3) trotz jeweiliger zwischenzeitlicher Führung stand die Mannschaft bereits vor dem letzten Gruppenspiel als Tabellenletzter fest. Anschließend wurde Hamrén kritisiert; Karl-Erik Nilsson, der Präsident des Svenska Fotbollförbundet, verkündete jedoch direkt das Festhalten an Hamrén. Mit einem 2:0-Erfolg gegen Frankreich durch Tore von Mannschaftskapitän Zlatan Ibrahimović und Sebastian Larsson gewann die Mannschaft ihr abschließendes Gruppenspiel.
Hamrén führte Schweden nach der gescheiterten Qualifikation für die Fußball-Weltmeisterschaft 2014 auch in die Qualifikation für die Fußball-Europameisterschaft 2016. Nach erfolgreicher Qualifikation gab Hamrén am 1. Februar 2016 bekannt, dass er nach der Europameisterschaft 2016 sein Amt als schwedischer Nationaltrainer niederlegen werde.
Ab August 2018 war er Trainer der isländischen Nationalmannschaft. Nach der verpassten Qualifikation für die EM 2021 erklärte er am 14. November 2020 seinen Rücktritt.

## Erfolge
- Schwedischer Pokal: 1996, 1997, 2000
- Dänische Meisterschaft: 2008
- Norwegische Meisterschaft 2009